# Интеравиа
«Интера́виа» — упразднённая российская авиакомпания, базировавшаяся в Москве (аэропорт «Домодедово»).
«Интеравиа» была правопреемником «Астэйр», которая основана/зарегистрирована 25 января 2001 года. ООО «Астэйр» переименована в ООО «Авиакомпания „Интеравиа“» и перерегистрирована 18 мая 2005 года.
Организационно-правовая форма: общество с ограниченной ответственностью. Форма собственности: частная. Доля государства в уставном капитале: 0%.
17 ноября 2014 года авиакомпания исключена из реестра юридических лиц на основании решения арбитражного суда города Москвы о прекращении конкурсного производства.

## Флот
- Ил-62М — 4 ед.
- Ту-154М — 5 ед.
- Ту-204 — 1 ед. (RA-64011)

## Руководитель
Генеральный директор компании — Глошкин Владимир Николаевич.

## Деятельность
«Интеравиа» выполняла регулярные и чартерные рейсы в города России, страны Африки, Юго-восточной Азии, Ближнего Востока.
Маршрутная сеть авиакомпании включала дальнемагистральные маршруты в Благовещенск, Магадан, Якутск, Иркутск, Томск, и также разлёт из аэропорта Домодедово (Москва) на юг страны — в Анапу, Сочи, Минеральные Воды, Краснодар и Нарьян-Мар.
Чартерные рейсы: Египет, Турция, Марокко, ОАЭ, Китай, Индия, Таиланд, Индонезия.

### Итоги 2007 года
Общее количество перевезенных пассажиров за 2007 год составило 289 382 человека. Общее количество перевезенных пассажиров по сравнению с 2006 годом (109 728 чел.) увеличилось в 2,63 раза.
Пассажирооборот за 2007 год достиг 1 046 426,82 тыс. пасс, км., что составило 71,86 % от предельного пассажирооборота (1 456 111,22 тыс. пасс, км.) за этот период. По сравнению с 2006 годом (455 303,2 тыс. пасс, км) пассажирооборот увеличился в 2,29 раза.
За отчётный период воздушными судами авиакомпании перевезено 3368,09 тонн грузов и почты. По сравнению с 2006 годом (1929,22 тонн) данный показатель увеличился в 1,74 раза.
Тоннокилометраж за 2007 год составил 112 219,74 тыс. ткм., что составило 71,97 % от предельного тоннокилометража (155 519,18 тыс. ткм.) за этот период. По сравнению с результатами за 2006 год (51 688,5 тыс. ткм), показатель по тоннокилометражу увеличился в 2,17 раза.
Общее количество эксплуатируемых в компании воздушных судов увеличилось с шести в 2006 году до восьми в отчётном периоде.
Общий налёт за 2007 года составил 10 546 часов. Таким образом, общий налёт увеличился с 5430 в 2006 году на 194 %.

### Итоги 2008 года
Количество перевезенных пассажиров в 2008 году — 352 197 человек.
В октябре 2008 года компания столкнулась с финансовыми проблемами. Из-за задолженности, в частности, перед поставщиками топлива, некоторые рейсы компании были задержаны и отменены. В результате вмешательства государства задолженность была погашена и рейсы выполнены.
Несмотря на это, из-за продолжающегося финансового кризиса, в начале 2009 года компания полностью прекратила полёты, в феврале был аннулирован сертификат эксплуатанта и подан иск о банкротстве.
28 января 2010 года арбитражный суд Москвы признал компанию «Интеравиа» банкротом.